# سزار سابالا
سزار سابالا (انگلیسی: César Zabala; ۳ ژوئن ۱۹۶۱ – ۳۱ ژانویهٔ ۲۰۲۰) بازیکن فوتبال اهل پاراگوئه بود.
از باشگاه‌هایی که در آن بازی کرده‌است می‌توان به باشگاه ورزشی اینترناسیونال اشاره کرد.
وی همچنین در تیم ملی فوتبال پاراگوئه بازی کرده‌است.